# Abadal

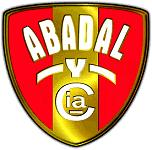
Firmenlogo Abadal
Barcelona, Spanien
1912–1930

Abadal war eine Automarke des Unternehmens F.S. Abadal y Cia in Barcelona, Spanien, welches 1908 durch Francisco Serramalera y Abadal gegründet wurde. Ab 1904 war er Vertreter der Marke Hispano-Suiza in Madrid. 1908 gründete er die Niederlassung in Barcelona. Fahrzeuge wurden dort von 1912 bis 1930 gebaut, ab 1919 allerdings unter der Regie von Imperia (Belgien). 1916 übernahm Abadal die Vertretung der amerikanischen Marke Buick. In der Zeit von 1919 bis 1923 modifizierte er deren Sechszylinder und verkaufte ihn als „Abadal-Buick“.
Gebaut wurden 1912 der 15.9 HP Sports mit Vierzylindermotor, 3620 cm³ mit 80 mm Bohrung und 180 mm Hub und 60 PS, und im selben Jahr auch der Typ 45 HP mit Sechszylindermotor und einem Hubraum von 4,5 Litern. Der 15.9 HP hatte ein Vierganggetriebe einen Radstand von 3100 mm und eine Spurweite von 1350 mm. Die Bereifung hatte die Größe von 820 × 120. Der Preis lag bei 11500 Franc.

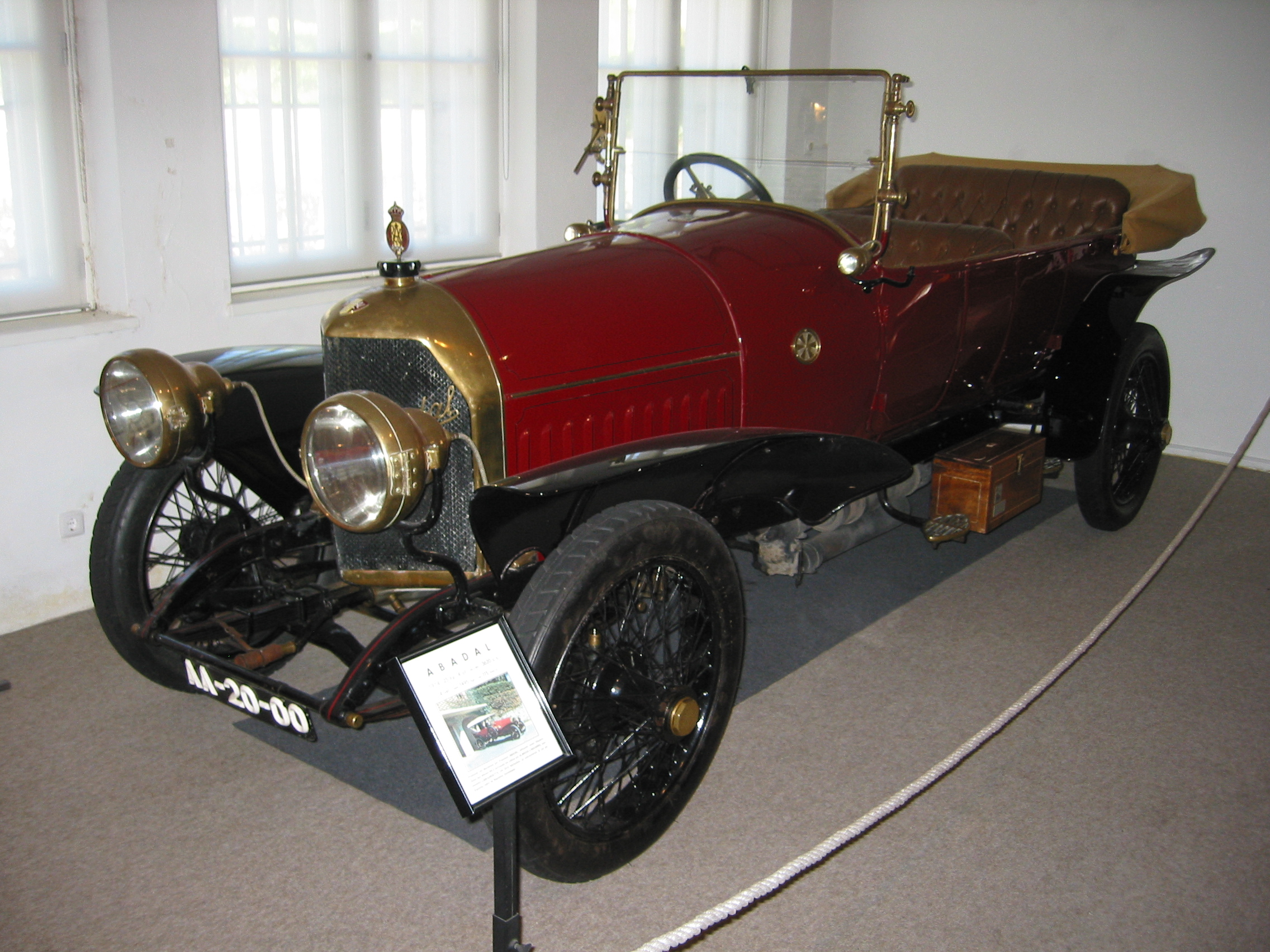
Abadal 25 HP von 1914
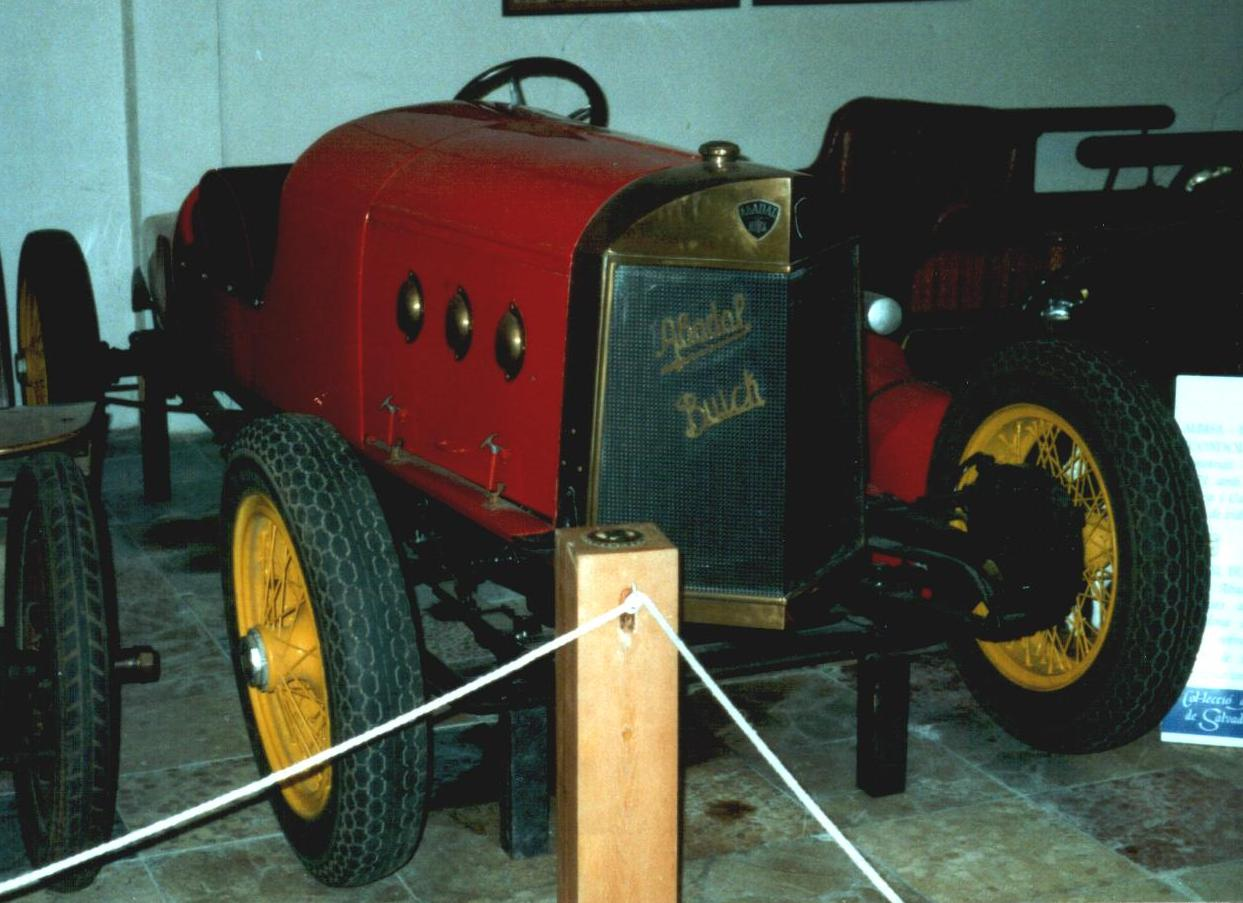
Abadal-Buick von 1923